# Jeong Bo-kyeong
Jeong Bo-kyeong (em coreano:  정보경; 17 de abril de 1991) é uma judoca sul-coreana.
Foi vice-campeã olímpica nos Jogos de 2016 no Rio de Janeiro, além de medalhista de bronze no Campeonato Mundial em 2015.